# Shanghai Baby
Shanghai Baby (上海宝贝) és una obra de Zhou Wei Hui publicada en xinès l'any 2000.
Narrada en primera persona. Cocó és una noia jove xinesa que considera la possibilitat que, com en el cas dels homes, la ment i el cor d'una dona es poden separar. Vol ser escriptora. Conviu amb el seu xicot Tiantian que és una persona dotada d'una gran sensibilitat però que té un problema sexual (impotència) i és un consumidor de drogues. En una festa coneix un estranger, l'alemany Mark, que és un home casat; amb ell viu un triangle amorós. tot comprovant que el desig i l'amor van per vies diferents. Una novel·la sobre la joventut actual a la Xina, amb trets autobiogràfics, ambientada a Xangai, escrita sense concessions i a vegades molt dura. La crítica occidental li ha fet una crítica, en general, força positiva. En canvi, al seu país, l'autora ha tingut moltes dificultats amb les autoritats xineses que la consideren una obra decadent (toca temes considerats tabús). Es va arribar a cremar públicament els llibre. Ha estat, malgrat tot, un èxit local gràcies a les edicions pirates i les compres dels interessats via Hong Kong.
L'edició en català és de l'any 2002, traduït per Víctor Aldea Lorente i està publicada per Editorial Columna (EAN: 9788466402279)